# Калибар
Калибар оружја је пречник између два супротна поља код оружја изолучене цијеви. Мјери се на устима цијеви оружја. Код неких специјалних цијеви, може се означавати са два броја, на примјер 127/105. Први број се тад односи на пречник на почетку, а други на устима цијеви, у милиметрима. До средине 19. вијека се калибар често означавао и масом пројектила, на примјер у фунтама (топ од 22 фунте). Понекад се и дужина цијеви оружја изражава у калибрима, на примјер - дужина цијеви 60 калибара. Ако је калибар цијеви 40 mm, то значи да је дужина цијеви 60 * 40 = 2400 mm.
Код ватреног оружја, калибар (или calibre на британском енглеском језику; понекад скраћено као „cal”) наводи се као номинални унутрашњи пречник отвора цеви - без обзира на то како или где се отвор мери и да ли завршена цев одговара тој спецификацији. Обично се вредности изражавају у инчима или милиметрима. У Сједињеним Државама изражава се у стотинкама инча; у Великој Британији у хиљадитим деловима; у Европи и другде у милиметрима. На пример, ватрено оружје „45 калибра“ има пречник цеви отприлике 0,45 in (11 mm). Пречници цеви се такође могу изразити помоћу метричких димензија. На пример, „пиштољ од 9 mm“ има пречник цеви око 9 милиметара. Због чињенице да се метричке и америчке уобичајене јединице не претварају равномерно на овој скали, метричке конверзије калибра мерене у децималним инчима су обично апроксимације прецизних спецификација у неметричким јединицама и обрнуто.
Калибри се деле у четири опште категорије по величини:
- Мали отвор се односи на калибре пречника 0,32 инча или мање
- средњи отвор се односи на калибре пречника између .33 инча и до .39 инча
- велики отвор се односи на калибре пречника 0,40 инча или веће
- минијатурни отвор се историјски односи на калибре пречника 0,22 инча или мање

Постоје велике разлике у употреби израза „мали отвор“, који се током година знатно променио, при чему је све испод калибра .577 сматрано „малим отвором“ пре средине 19. века.

## Подела

### Калибар по маси
Код оружја чија муниција садржи више кугли (сачма у патронама за сачмарице) ознаке за њихову величину изведене су од енглеског система за масу при чему Cal.12 значи да 12 оловних кугли величине унутрашњег пресека цеви има масу од једне енглеске фунте (Pound = 454g). Насупрот калибарским ознакама у милиметрима или инчима, овде је цев мањег пречника што је већи број ознаке величине (12, 16, 20, 22).

### Калибар у милиметрима и инчима
Као мера калибра за муницију са пуним зрном усвојене су мјерне јединице милиметар (mm) и инч.

#### Калибар у инчима
Ознаке у инчима се пишу у облику децималног броја са англо-америчким начином писања, тачком уместо зареза (на пример .45, .38 или .306). У овом случају се калибри пиштоља, револвера и пушака разликују додавањем даљих бројева или специјалних ознака (калибар .25 је на пример пиштољ у калибру 0,25 инча, док калибар .250 означава метак пушке истог пресека, али дуже чауре, осим тога користе се додаци као на пример .45 ACP за пиштољ, наспрам .45 за револвере.).

#### Калибар у милиметрима
У милиметрима се означава тачан пречник пројектила/зрна при чему његова дужина није битна. Дужина чахуре се означава додатком *X (нпр. 9*19mm или 8*57mm при чему први број означава пречник метка а други дужину чауре).
Осим ових додатних ознака, постоје ознаке и за означавање јачине пуњења (Магнум, Винчестер) и додатне ознаке за врсту зрна или кугле (FMJ-Full Metal Jacket, код овог пројектила оловно језгро је потпуно пресвучено металом, зрно са металном кошуљицом).

## Конвенције о именовању кертриџа
Произвођачи раних метака морали су измислити методе именовања кертриџа јер тада није постојала утврђена конвенција. Једна од рано успостављених чаура је за Спенцерову репетирајућу пушку, коју су снаге Уније користиле у Америчком грађанском рату. Име је добила на основу димензија коморе, а не пречника отвора, са најранијим картриџом названим „бр. 56 картриџ”, који означава пречник коморе од .56 ин; пречник отвора је знатно варирао, од .52 до .54 ин. Касније су створени различити деривати користећи исти основни уложак, али са мецима мањег пречника; названи су према пречнику кертриџа у основи и крају. Оригинални бр. 56 постали су .56-56, а мање верзије .56-52, .56-50 и .56-46. Верзија .56-52 је најчешће коришћен од нових калибара, и користио се 50-cal метак.
Метрички пречници за малокалибарско оружје односе се на димензије кертриџа и изражавају се са „×” између пречника отвора и дужине чауре; на пример, шведски картриџ 6.5×55mm има пречник отвора 6,5 mm и дужину кућишта 55 mm.
Начин мерења навојног отвора варира и може се односити на пречник површине или жлебове цеви. На пример, .257 Робертс и .250 Савиџ користе пројектил од .257 инча; оба отвора за пушке 250 Савиџ и 257 Робертс имају пречник од .250 инча и пречник жлеба .257 инча. Пушка .308 Винчестер се мери преко жлебова и користи метак пречника 308 in (7.800 mm); верзија војне спецификације позната је под називом 7.62×51mm NATO, а тако се зове јер је пречник отвора измерен између површина отвора 7,62 mm, а картриџ има кућиште дужине 51 mm.

## Метрички и САД специфични
Следећа табела наводи неке од најчешће коришћених калибара где се и метрички и амерички уобичајени користе као еквиваленти. Због варијација у конвенцијама именовања и преференција произвођача картриџа, пречници метака се могу увелико разликовати од пречника наведеног у називу. На пример, јавља се разлика од 0,045 in (1,15 mm) између најмањег и највећег од неколико картриџа означених као „.38 калибар“.
| Калибар  | Метрички калибар | Типичан пречник метка | Уобичајени калибри | Напомене |
| -------- | ---------------- | --------------------- | --- | --- |
| 172      |                  | 0.172 in                | .17 HMR, .17 Hornet, .17 Ackley Hornet, .17 Winchester Super Magnum, .17-32 Magnum, .17 VHA, .17 Remington, .17/222, .17 Mach III-IV, .17 Ackley Improved Bee, .17-357 RG, .17 Remington Fireball, .17 Incinerator, 4.39×39Rmm SPS | |
| 20, .204 |                  | 0.204 in                | .204 Ruger, 5mm Remington Rimfire Magnum | |
| 221      | 5.45 mm          | 0.221 in              | 5.45×39mm Руска породица | Руски војни стандард |
| 22       | 5.6 mm           | 0.223 in              | .22 Short, .22 Long, .22 Long Rifle, .22 Stinger, 22 Extra Long, .22 WMR (magnum), .297/230 Morris Extra Long, .22 Hornet, .22 Rem Automatic, 5.66 x39 MPS, .22 Rem Jet | |
| 224      | 5.7 mm           | 0.224 in              | .218 Bee, .219 Zipper, .22 Hornet-K, .220 Swift, .222 Remington, .222 Remington Magnum, .223 Remington, 5.56×45mm NATO, 5.7×28mm, .22 TCM, 5.8 × 42 Chinese, .224 Weatherby Magnum, .225 Winchester, .223 Winchester Super Short Magnum (Obsolete) .223 Ackley Improved, .219 Donaldson Wasp, .221 Remington Fireball, .22-250 Remington и још много тога                                                                                                   | |
| 243      | 6 mm             | 0.243 in              | .243 Winchester, .244 Remington, 6mm Remington, 6mm Whisper, 6mm PPC, 6mm Bench Rest Remington, 6×45mm, 6×47mm, 6mm Cheetah, .240 Weatherby, 6×62 Freres, 6mm Norma BR, 6XC Tubb, 6mm JDJ, 6mm SAW, 6-250 Walker, 6.17 Spitfire, 6.17 Flash, 6mm Lee Navy, и друго, | |
| 25       | 6.35 mm          | 0.257 in, 6.35 mm     | .25 ACP (0.251"), 250/3000 Savage, 257 Roberts, .25-06 (0.257"), | такође се назива .25 ауто и браунинг                                                                                               |
| 26       | 6.5 mm           | 0.264 in, 6.7 mm      | 6.5×55mm Swedish, .260 Remington, .26 Nosler, 6.5mm Creedmoor, 6.5×47mm Lapua, 6.5mm Grendel | кертриџи познатији као |
| 27       | 6.8 mm           | 0.277 in, 7.035 mm    | .270 Winchester, 6.8 SPC | |
| 284      | 7 mm             | 0.284 in, 7.213 mm    | .280 Remington, 7mm-08 Remington, 7mm Weatherby Magnum, 7mm Remington Magnum, 7×57mm Mauser, 7×64mm | обично се назива |
| 308      | 7.62 mm          | 0.308 in, 7.82 mm     | .30 Luger (7.65 × 21mm Luger), .30-30 Win, 30 Herrett, .300 Whisper, .30-378 Weatherby, 7.63 Mannlicher–Schoenauer, 7.63 Mauser, .30 USA Rimless, .308 Corbon, .3-9 Savage, .30 Kurz, 300 AAC Blackout (7.62×35mm), 7.5mm Schmidt–Rubin, .300 Winchester Magnum, .30 Carbine, 309 JDJ, .30-03, .30-06 Springfield, .30-06 JDJ, .307 GNR, .308 Winchester (7.62×51mm NATO), .300 Weatherby Magnum, .30 Army (.30-40 Krag), 7.82mm Lazzeroni, and dozens more | |
| 311      | 7.9 mm           | 0.311 in, 7.92 mm     | .303 British, 7.62×39mm Soviet, 7.62×54mmR, 7.62×25mm, 7.7×58mm | је заправо ( итд.) Исто важи за ( итд.)                                                                                            |
| 312      | 7.94 mm          | 0.312 in, 7.94 mm     | .32 ACP | Такође познат као Браунинг |
| 323      | 8 mm             | 0.323 in, 8.20 mm     | 8×57mm IS, .325 WSM, 8mm Remington Magnum, 8 mm plastic (airsoft) BBs | .32 калибар пушчани метак |
| 327      | 8 mm             | 0.327 in, 8.30 mm     | 8_mm_Lebel | 8x51 mm R (ex 8x50 mm R) |
| 338      | 8.6 mm           | 0.338 in              | .338 Lapua, .338 Norma Magnum, .338 Winchester Magnum, .338-378 Weatherby Magnum | (Канадска војска) |
| 355      | 9 mm             | 0.355 in              | 9mm Luger, 9×19mm Parabellum, 9mm Ultra, 9mm Bayard Long, 9mm Browning Long, 9mm Mauser, 9mm Winchester Magnum, 9mm Glisenti, 9 × 21mm, 9 × 23mm Winchester, 9mm Mi-Bullet, 9mm Steyr, .356 Team Smith & Wesson, 9mm Federal, 9mm × 25mm Dillon, 9mm Action Express, .357 SIG. | |
| 356      | 9 mm             | 0.356 in              | .380 ACP (9mm Short), 9×56mm Mannlicher–Schoenauer, 9mm × 57mm Mauser | |
| 357      | 9 mm             | 0.357 in              | .38 Super, .38 Special, .357 Magnum, .35 Remington | Патроне за пиштоље познате као „38” су .357 калибар. Генерално .357 за револвере и пушке, .355 у аутолодерима                      |
| 363      | 9 mm             | 0.363 in              | 9×18mm Makarov | |
| 365      | 9.3 mm           | 0.365 in              | 9.3×62mm, 9.3×64mm Brenneke, 9.3×72mmR, 9.3×74mmR | |
| 375      | 9.5 mm           | 0.375 in, 9.53 mm     | .375 H&H Magnum, 9.5×57mm Mannlicher–Schönauer (.375 Rimless Nitro Express (RNE) × 2¼) | |
| 40       | 10 mm            | 0.400 in              | .40 S&W, 10mm Auto | |
| 44       | 10.9 mm          | 0.429 in              | .444 Marlin, .44 S&W Russian, .44 S&W Special, .44 Remington Magnum, .44 Auto Mag, .440 Cor-Bon, .44/454 JDJ Woodswalker | |
| 45       | 11.43 mm         | 0.451–0.454 in        | .45 ACP, .45 GAP, .454 Casull, .45 Long Colt, .455 Webley, .45 Schofield, .460 S&W Magnum | Пречник метка зависи од врсте / материјала метка. Обично 0.451 инча за метке пуне металне чауре и 0.454 инча за оловне метке.      |
| 50       | 12.7 mm          | 0.510 in, 12.95 mm    | .50 BMG, .50 Action Express, 12.7×108mm, .500 S&W Magnum, .50 Beowulf | М2 Браунинг митраљез и други тешки митраљези, пушке великог домета које су типизоване по Баретовим продуктима. Дезерт игл пиштољ . |